# Moigny-sur-École
 Moigny-sur-École  es una población y comuna francesa, ubicada en la región de Isla de Francia, departamento de Essonne, en el distrito de Évry y cantón de Milly-la-Forêt.

## Demografía
| 641 | 573 | 652 | 822 | 1011 | 1283 |
| Para los censos de 1962 a 1999 la población legal corresponde a la población sin duplicidades (Fuente: INSEE [Consultar]) |     |     |     |      |      |